# 메가폰 외교
메가폰 외교(영어: Megaphone Diplomacy)란 자기 나라의 홍보에만 열을 올린 나머지 상대국의 주장은 외면하는 태도를 말한다. 1984년 나토(NATO) 사무총장이던 피터 캐링턴이 미국과 소련 간의 상호 비방에 대한 비난에서 비롯되었다.

## 상세
The notion that we should face the Russians down in a silent war of nerves, broken only by bursts of megaphone diplomacy, is based on a misconception of our own values, of Soviet behavior and of the anxieties of our own peoples,.
 
"우리가 침묵의 신경전에서 러시아를 제압해야 한다는 생각은 메가폰 외교의 폭발로 인해 깨지고, 우리 자신의 가치, 소련의 행동, 자국민의 불안에 대한 잘못된 생각에 근거하고 있습니다."
 — 《피터 캐링턴 남작》 1983년 4월 21일,